# Hartă Babiloniană a Lumii
Harta Babiloniană a Lumii (sau Imago Mundi) este o tăbliță de lut babiloniană scrisă în limba akkadiană care conține o reprezentare etichetată a lumii cunoscute, cu o descriere scurtă și parțial pierdută, datată aproximativ în secolul al VI-lea î.Hr. (în periaoda neobabiloniană sau ahemenidă timpurie).
Harta este centrată pe eforii, curgând de la nord (sus) spre sud (jos). Orașul Babilon este prezentat pe Eufrat, în jumătatea de nord a hărții. Gura Eufratului este etichetată „mlaștină” și „vărsare”. Susa, capitala Elamului, este arătată la sud, Urartu la nord-est, iar Habban, capitala kașiților este arătată (incorect) la nord-vest. Mesopotamia este înconjurată de un „râu amar” circular sau ocean, iar opt „regiuni” separate de mări, descrise ca secțiuni triunghiulare, sunt afișate ca fiind situate dincolo de ocean. S-a sugerat că reprezentarea acestor „regiuni” ca triunghiuri ar putea indica faptul că au fost imaginate ca munți.
Tableta a fost descoperită la Sippar, Bagdad Vilayet, la aproximativ 60 de km nord de Babilon pe malul de est al fluviului Eufrat . Textul a fost tradus pentru prima dată în 1889. Tableta de argilă se află la Muzeul Britanic (BM 92687).

## Descrierea zonelor cartografiate

Harta babiloniană a lumii, 700-500 î.Hr

Harta este circulară cu două cercuri exterioare definite. Scriptul cuneiform etichetează toate locațiile din interiorul hărții circulare, precum și câteva regiuni din exterior. Cele două cercuri exterioare reprezintă apa între ele și sunt etichetate ca id maratum „râul amar”, marea sărată. Babilonul nord de centrul al hărții; liniile paralele din partea de jos par să reprezinte mlaștinile sudice, iar o linie curbă care vine dinspre nord, nord-est par să reprezinte Munții Zagros.

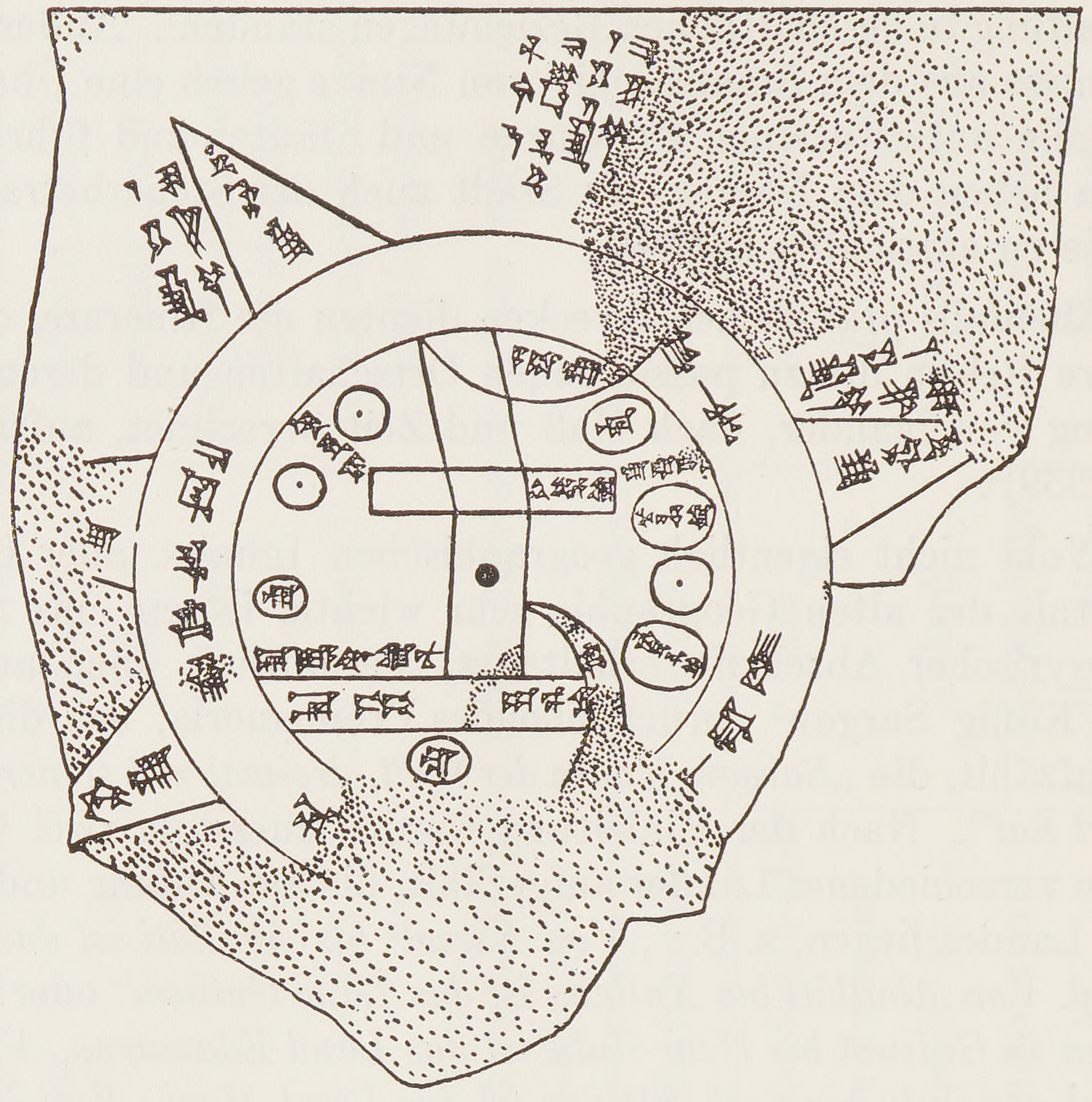
Desen de B. Meissner în Babylonien und Assyrien, 1925.

Există șapte cercuri interioare mici în zonele perimetrale din cadrul cercului și par să reprezinte șapte orașe. Opt secțiuni triunghiulare de pe cercul exterior (perimetrul apei) reprezintă „regiuni” numite (nagu). Descrierea a cinci dintre ele a supraviețuit.
Obiecte de pe harta babiloniană a lumii: 
1. „Munte” (Akadian) 
2. „Oraș” (Akadian) 
3. Urartu (Akadian) 
4. Asiria (Akadian) 
5. Der (Akadian) 
6. ?  
7. Mlaștină (Akadian) 
8. Susa (capitala Elamului) (Akadian) 
9. Canal/„ieșire” (Akadian) 
10. Bit Yakin (Akadian)
11. „Oraș” (Akadian)
12. Habban (Akadian)
13. Babilon (Akadian), împărțit de Eufrat
14 – 
17. Ocean (Apă Sărată sau Amară, Akadiană)
18 – 
22. „regiuni” exterioare (nagu)
23 – 
25. Fără descriere.
Carlo Zaccagnini a susținut că  designul Hărții Babiloniene a Lumii să fi supraviețuit în hărțile T și O ale Evului Mediu European.

## Galerie

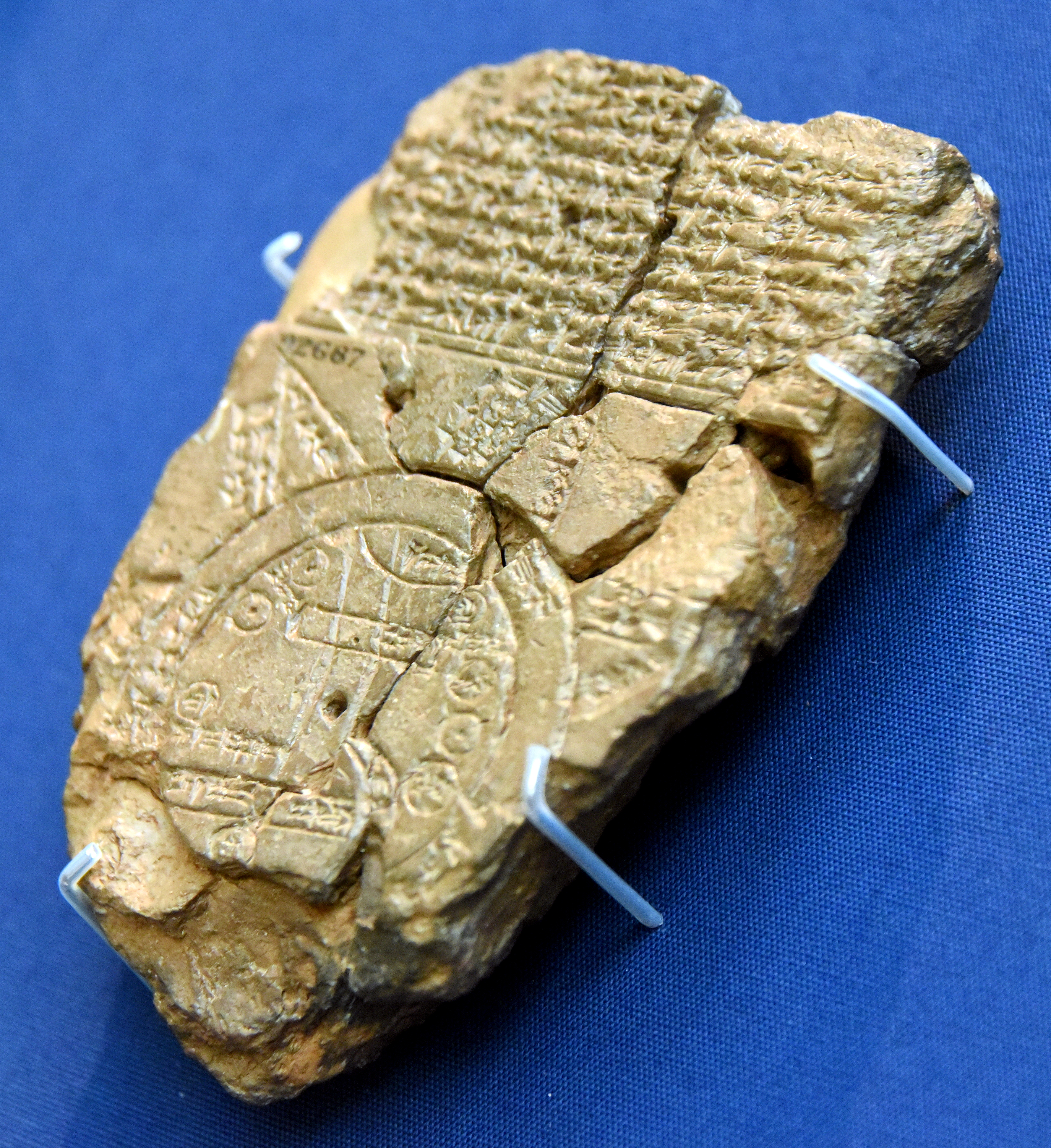
Harta Lumii din Sippar, Irak. secolul al VI-lea î.Hr. Muzeul Britanic.
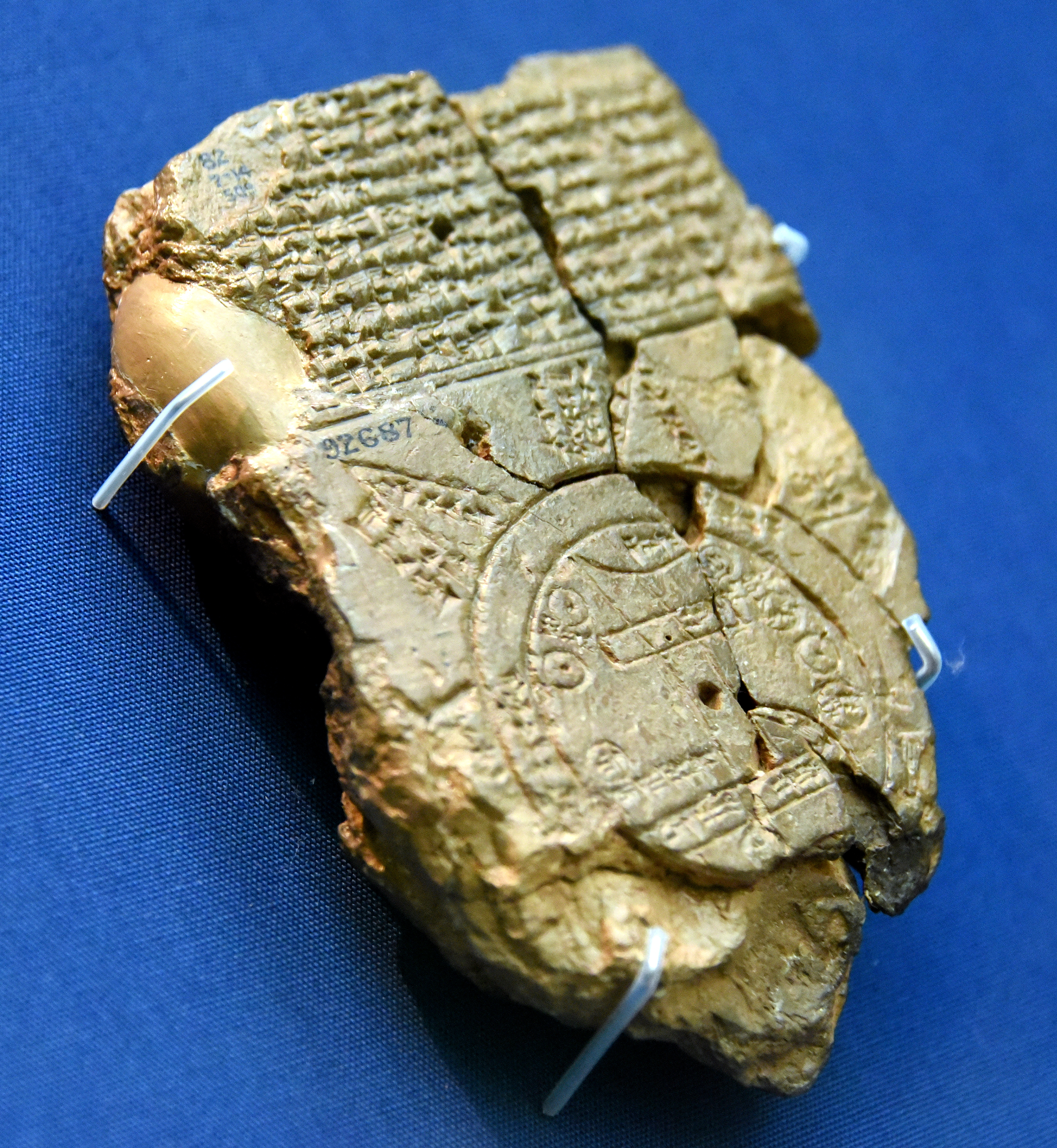
Harta Lumii de la Sippar, Irak, secolul al VI-lea î.Hr. Muzeul Britanic.
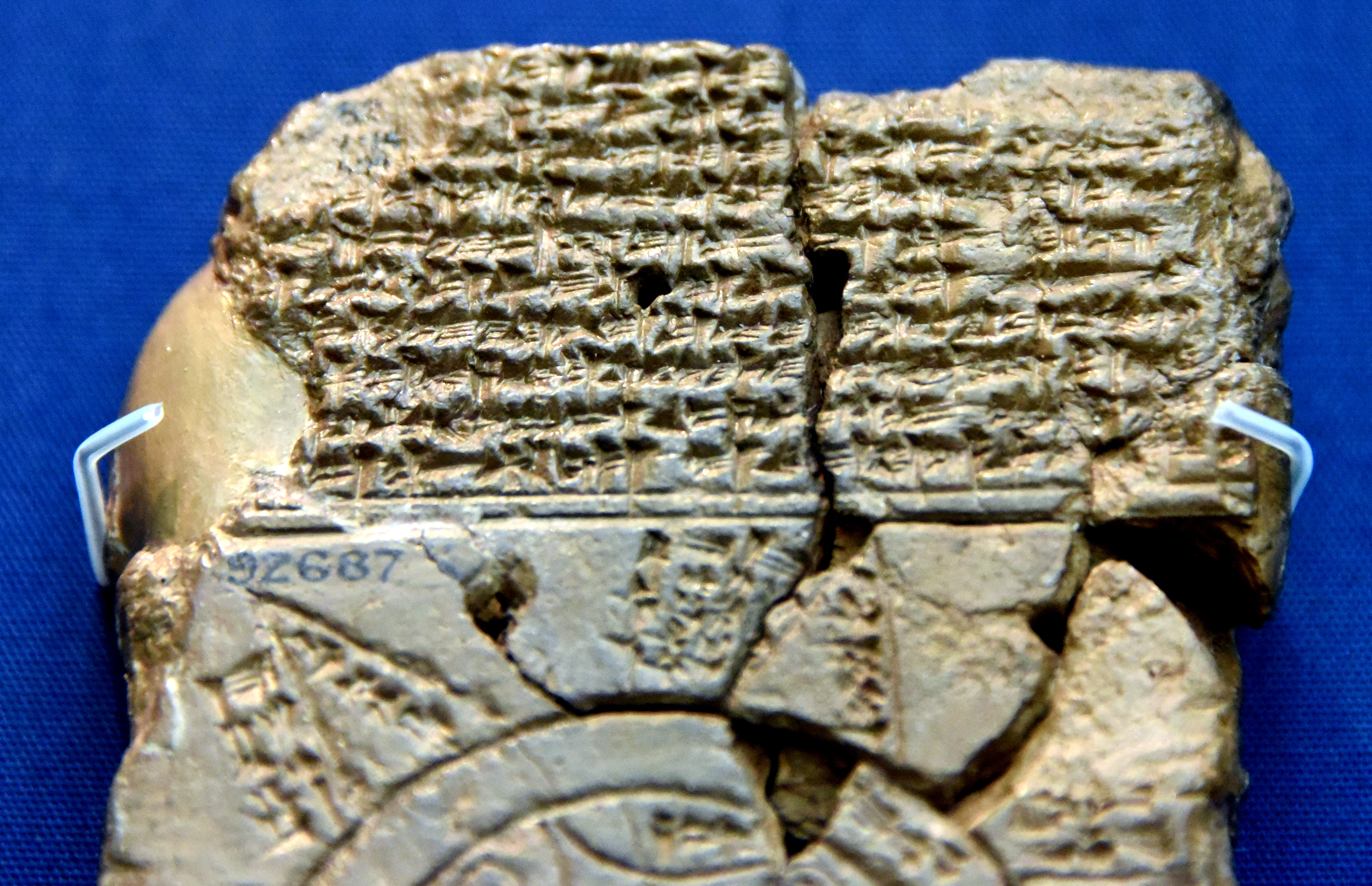
Harta Lumii de la Sippar, Irak, secolul al VI-lea î.Hr. Muzeul Britanic.

## Linkuri externe
- Vedere completă pe avers, site-ul British Museum
- Vedere completă inversă, site-ul British Museum
- desen în linie , Avers și Revers
- British Museum, Harta lumii, Foto și Analiză
- Google Arts & Culture – Harta lumii din colecția Muzeului Britanic
- Fotografie pe tabletă și grafică a hărții cu nume Arhivat în 23 noiembrie 2021, la Wayback Machine.
- Povestea descoperirii geografice; Capitolul 1, Lumea așa cum este cunoscută de antici, gutenberg.com ; Fotografie alb-negru, (1,5X)
- Model 3D (Sketchfab)